# 博卡斯德爾托羅區

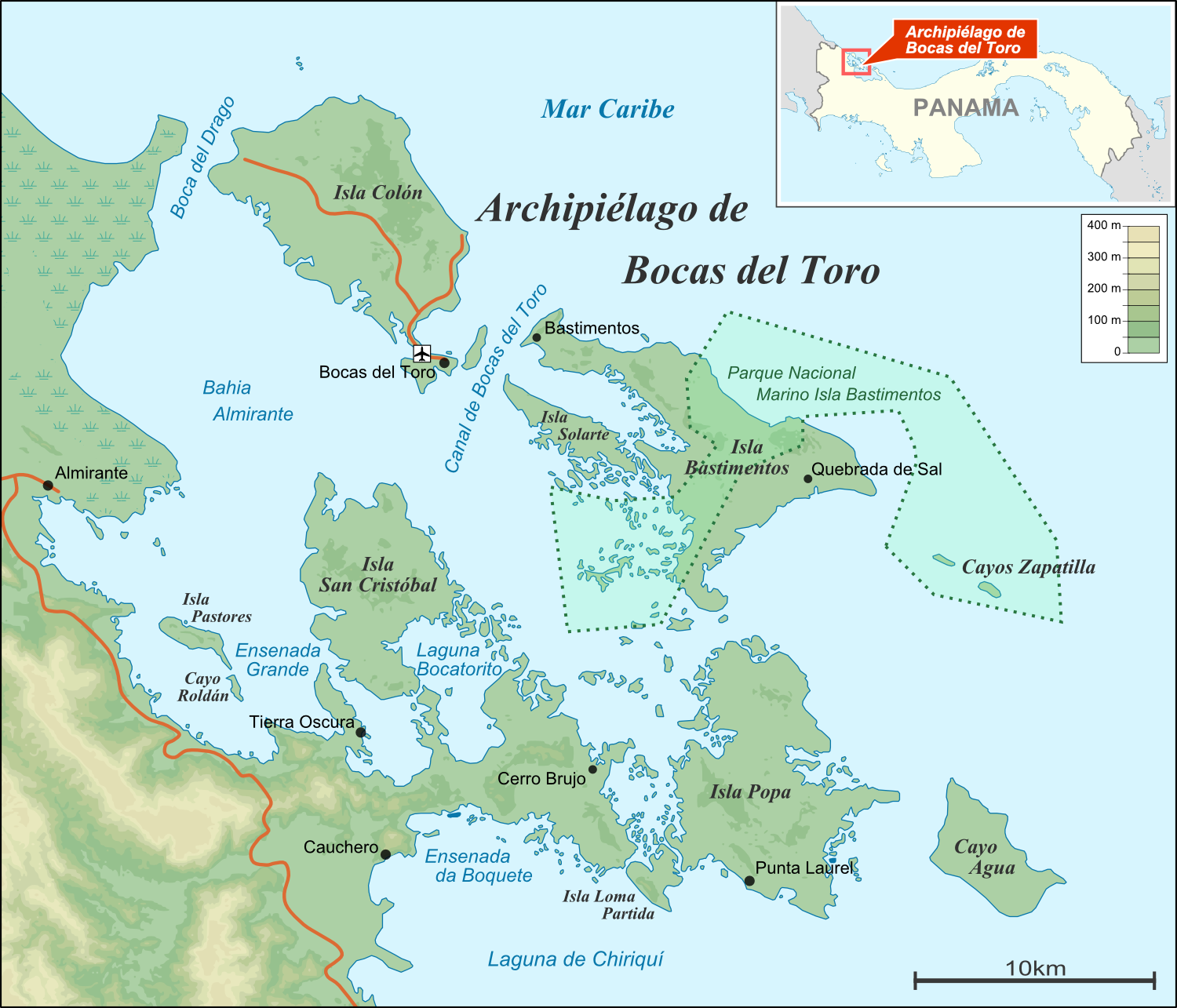

9°20′N 82°15′W / 9.333°N 82.250°W
博卡斯德爾托羅區（西班牙語：Distrito de Bocas del Toro），是巴拿馬的一個行政區，位於該國西北部，由博卡斯德爾托羅省負責管轄，始建於1855年，面積430.7平方公里，2010年人口16,135，人口密度每平方公里37.46人。